# Малый Дюссель
Малый Дюссель (нем. Kleine Düssel) — небольшая река (ручей) в Северном Рейне — Вестфалии, левый приток Дюсселя у города Хан . Протяжённость от истока до устья 4,8 км.

## Общая характеристика
Исток Малого Дюсселя находится немного восточнее усадьбы Больтхаузен на небольшом лугу, засаженном фруктовыми деревьями. Рядом с ним, ещё восточнее, проходит автобан А46. В настоящее время исток ограждён и подходы к нему закрыты, поскольку он является памятником природы и состоит под охраной государства.
До строений усадьбы Больтхаузен ручей течёт в небольшой котловине и имеет не более 1 метра в ширину. У имения он перекрыт плотиной и здесь образован пруд, по берегам которого посажены берёзы. Длина пруда — 90 метров. Далее ширина ручья достигает 1,2 метра и он протекает мимо огороженных выгонов для выпаса лошадей. От Виббельтрата Малый Дюссель течёт среди садовых участков, где ручей перегораживается ещё один раз (1100 м от истока), образуя небольшой пруд. Сразу за ним он пропущен под автодорогой В 228. Перед железной дорогой Вупперталь-Дюссельдорф в долине ручья расположена усадьба Обгруйтен. Это уже территория города Хан. От истока 2 км.
За железной дорогой ручей проходит под земельной дорогой L423 (отметка 138 м н. у. м.). Через 2800 м от истока с правой стороны в Малый Дюссель впадает ручей Крутчайдер Бах, по длине превышающий Малый Дюссель, но менее полноводный. Через 80 метров слева к реке походит котловина Champagne, а за ней начинается территория хозяйства Zur Mühlen, здания которого представляют архитектурную и историческую ценность.
Малый Дюссель соединяется в Груйтене с ручьём Мюльбах и затем на отметке 123 метра впадает здесь же в реку Дюссель.

## Туризм
В бассейне Малого Дюсселя промаркировано несколько пешеходных туристских маршрутов:
- А1. Кольцевой маршрут, протяжённостью 5,3 км. По берегам Малого Дюсселя на этом маршруте можно осмотреть его нижнее течение от Zur Mühlen до Груйтен[1].
- А2. Кольцевой маршрут, протяжённостью 7,5 км. По берегам Малого Дюсселя на этом маршруте можно осмотреть его нижнее течение в пределах Груйтен и ещё нескольких усадеб[2].
- W. Кольцевой маршрут, протяжённостью 102,2 км вокруг Вупперталя, в том числе и в бассейне Малого Дюсселя[3].

## Печатные издания
- Топографическая карта 1:25 000: 4708 Wuppertal-Elberfeld. Landesvermessungsamt Nordrhein-Westfalen. 15. Auflage 1999.